# Coupe des clubs champions européens de handball 1964-1965
Navigation
Coupe des clubs champions 1962-1963 Coupe des clubs champions 1965-1966
La Coupe des clubs champions européens 1964-1965 est de la 6e édition de la Coupe des clubs champions européens de handball. À cause du Championnat du monde 1964, la compétition n'a pas été disputée pour la saison 1963-1964. Organisée par l’IHF, elle met aux prises 21 équipes européennes.
Le vainqueur est le club roumain du Dinamo Bucarest, vainqueur en finale des Yougoslaves du Medveščak Zagreb.

## Participants
| Deuxième tour | Deuxième tour | Deuxième tour | Deuxième tour | Deuxième tour | Deuxième tour | Deuxième tour | Deuxième tour | Deuxième tour | Deuxième tour | Deuxième tour | Deuxième tour | Deuxième tour | Deuxième tour | Deuxième tour | Deuxième tour | Deuxième tour | Deuxième tour | Deuxième tour | Deuxième tour | Deuxième tour | Deuxième tour | Deuxième tour | Deuxième tour | Deuxième tour | Deuxième tour | Deuxième tour | Deuxième tour | Deuxième tour | Deuxième tour |
| --- | --- | --- | --- | --- | --- | --- | --- | --- | --- | --- | --- | --- | --- | --- | --- | --- | --- | --- | --- | --- | --- | --- | --- | --- | --- | --- | --- | --- | --- |
| - HC Dukla Prague : Champion de Tchécoslovaquie et Tenant du titre 1963 - BSV 92 Berlin : Champion d'Allemagne de l'Ouest - ASKV Francfort/Oder : Champion d'Allemagne de l'Est - Ajax Copenhague : Champion du Danemark - Atlético de Madrid : Champion d'Espagne - Union Helsinki : Champion de Finlande | - HC Dukla Prague : Champion de Tchécoslovaquie et Tenant du titre 1963 - BSV 92 Berlin : Champion d'Allemagne de l'Ouest - ASKV Francfort/Oder : Champion d'Allemagne de l'Est - Ajax Copenhague : Champion du Danemark - Atlético de Madrid : Champion d'Espagne - Union Helsinki : Champion de Finlande | - HC Dukla Prague : Champion de Tchécoslovaquie et Tenant du titre 1963 - BSV 92 Berlin : Champion d'Allemagne de l'Ouest - ASKV Francfort/Oder : Champion d'Allemagne de l'Est - Ajax Copenhague : Champion du Danemark - Atlético de Madrid : Champion d'Espagne - Union Helsinki : Champion de Finlande | - HC Dukla Prague : Champion de Tchécoslovaquie et Tenant du titre 1963 - BSV 92 Berlin : Champion d'Allemagne de l'Ouest - ASKV Francfort/Oder : Champion d'Allemagne de l'Est - Ajax Copenhague : Champion du Danemark - Atlético de Madrid : Champion d'Espagne - Union Helsinki : Champion de Finlande | - HC Dukla Prague : Champion de Tchécoslovaquie et Tenant du titre 1963 - BSV 92 Berlin : Champion d'Allemagne de l'Ouest - ASKV Francfort/Oder : Champion d'Allemagne de l'Est - Ajax Copenhague : Champion du Danemark - Atlético de Madrid : Champion d'Espagne - Union Helsinki : Champion de Finlande | - HC Dukla Prague : Champion de Tchécoslovaquie et Tenant du titre 1963 - BSV 92 Berlin : Champion d'Allemagne de l'Ouest - ASKV Francfort/Oder : Champion d'Allemagne de l'Est - Ajax Copenhague : Champion du Danemark - Atlético de Madrid : Champion d'Espagne - Union Helsinki : Champion de Finlande | - HC Dukla Prague : Champion de Tchécoslovaquie et Tenant du titre 1963 - BSV 92 Berlin : Champion d'Allemagne de l'Ouest - ASKV Francfort/Oder : Champion d'Allemagne de l'Est - Ajax Copenhague : Champion du Danemark - Atlético de Madrid : Champion d'Espagne - Union Helsinki : Champion de Finlande | - HC Dukla Prague : Champion de Tchécoslovaquie et Tenant du titre 1963 - BSV 92 Berlin : Champion d'Allemagne de l'Ouest - ASKV Francfort/Oder : Champion d'Allemagne de l'Est - Ajax Copenhague : Champion du Danemark - Atlético de Madrid : Champion d'Espagne - Union Helsinki : Champion de Finlande | - HC Dukla Prague : Champion de Tchécoslovaquie et Tenant du titre 1963 - BSV 92 Berlin : Champion d'Allemagne de l'Ouest - ASKV Francfort/Oder : Champion d'Allemagne de l'Est - Ajax Copenhague : Champion du Danemark - Atlético de Madrid : Champion d'Espagne - Union Helsinki : Champion de Finlande | - HC Dukla Prague : Champion de Tchécoslovaquie et Tenant du titre 1963 - BSV 92 Berlin : Champion d'Allemagne de l'Ouest - ASKV Francfort/Oder : Champion d'Allemagne de l'Est - Ajax Copenhague : Champion du Danemark - Atlético de Madrid : Champion d'Espagne - Union Helsinki : Champion de Finlande | - HC Dukla Prague : Champion de Tchécoslovaquie et Tenant du titre 1963 - BSV 92 Berlin : Champion d'Allemagne de l'Ouest - ASKV Francfort/Oder : Champion d'Allemagne de l'Est - Ajax Copenhague : Champion du Danemark - Atlético de Madrid : Champion d'Espagne - Union Helsinki : Champion de Finlande | - HC Dukla Prague : Champion de Tchécoslovaquie et Tenant du titre 1963 - BSV 92 Berlin : Champion d'Allemagne de l'Ouest - ASKV Francfort/Oder : Champion d'Allemagne de l'Est - Ajax Copenhague : Champion du Danemark - Atlético de Madrid : Champion d'Espagne - Union Helsinki : Champion de Finlande | - HC Dukla Prague : Champion de Tchécoslovaquie et Tenant du titre 1963 - BSV 92 Berlin : Champion d'Allemagne de l'Ouest - ASKV Francfort/Oder : Champion d'Allemagne de l'Est - Ajax Copenhague : Champion du Danemark - Atlético de Madrid : Champion d'Espagne - Union Helsinki : Champion de Finlande | - HC Dukla Prague : Champion de Tchécoslovaquie et Tenant du titre 1963 - BSV 92 Berlin : Champion d'Allemagne de l'Ouest - ASKV Francfort/Oder : Champion d'Allemagne de l'Est - Ajax Copenhague : Champion du Danemark - Atlético de Madrid : Champion d'Espagne - Union Helsinki : Champion de Finlande | - HC Dukla Prague : Champion de Tchécoslovaquie et Tenant du titre 1963 - BSV 92 Berlin : Champion d'Allemagne de l'Ouest - ASKV Francfort/Oder : Champion d'Allemagne de l'Est - Ajax Copenhague : Champion du Danemark - Atlético de Madrid : Champion d'Espagne - Union Helsinki : Champion de Finlande | - Fram Reykjavik : Champion d'Islande - SV Arild : Champion de Norvège - Dinamo Bucarest : Champion de Roumanie - Redbergslids IK : Champion de Suède - Bourevestnik Tbilissi : Champion d'Union soviétique       | - Fram Reykjavik : Champion d'Islande - SV Arild : Champion de Norvège - Dinamo Bucarest : Champion de Roumanie - Redbergslids IK : Champion de Suède - Bourevestnik Tbilissi : Champion d'Union soviétique       | - Fram Reykjavik : Champion d'Islande - SV Arild : Champion de Norvège - Dinamo Bucarest : Champion de Roumanie - Redbergslids IK : Champion de Suède - Bourevestnik Tbilissi : Champion d'Union soviétique       | - Fram Reykjavik : Champion d'Islande - SV Arild : Champion de Norvège - Dinamo Bucarest : Champion de Roumanie - Redbergslids IK : Champion de Suède - Bourevestnik Tbilissi : Champion d'Union soviétique       | - Fram Reykjavik : Champion d'Islande - SV Arild : Champion de Norvège - Dinamo Bucarest : Champion de Roumanie - Redbergslids IK : Champion de Suède - Bourevestnik Tbilissi : Champion d'Union soviétique       | - Fram Reykjavik : Champion d'Islande - SV Arild : Champion de Norvège - Dinamo Bucarest : Champion de Roumanie - Redbergslids IK : Champion de Suède - Bourevestnik Tbilissi : Champion d'Union soviétique       | - Fram Reykjavik : Champion d'Islande - SV Arild : Champion de Norvège - Dinamo Bucarest : Champion de Roumanie - Redbergslids IK : Champion de Suède - Bourevestnik Tbilissi : Champion d'Union soviétique       | - Fram Reykjavik : Champion d'Islande - SV Arild : Champion de Norvège - Dinamo Bucarest : Champion de Roumanie - Redbergslids IK : Champion de Suède - Bourevestnik Tbilissi : Champion d'Union soviétique       | - Fram Reykjavik : Champion d'Islande - SV Arild : Champion de Norvège - Dinamo Bucarest : Champion de Roumanie - Redbergslids IK : Champion de Suède - Bourevestnik Tbilissi : Champion d'Union soviétique       | - Fram Reykjavik : Champion d'Islande - SV Arild : Champion de Norvège - Dinamo Bucarest : Champion de Roumanie - Redbergslids IK : Champion de Suède - Bourevestnik Tbilissi : Champion d'Union soviétique       | - Fram Reykjavik : Champion d'Islande - SV Arild : Champion de Norvège - Dinamo Bucarest : Champion de Roumanie - Redbergslids IK : Champion de Suède - Bourevestnik Tbilissi : Champion d'Union soviétique       | - Fram Reykjavik : Champion d'Islande - SV Arild : Champion de Norvège - Dinamo Bucarest : Champion de Roumanie - Redbergslids IK : Champion de Suède - Bourevestnik Tbilissi : Champion d'Union soviétique       | - Fram Reykjavik : Champion d'Islande - SV Arild : Champion de Norvège - Dinamo Bucarest : Champion de Roumanie - Redbergslids IK : Champion de Suède - Bourevestnik Tbilissi : Champion d'Union soviétique       | - Fram Reykjavik : Champion d'Islande - SV Arild : Champion de Norvège - Dinamo Bucarest : Champion de Roumanie - Redbergslids IK : Champion de Suède - Bourevestnik Tbilissi : Champion d'Union soviétique       | - Fram Reykjavik : Champion d'Islande - SV Arild : Champion de Norvège - Dinamo Bucarest : Champion de Roumanie - Redbergslids IK : Champion de Suède - Bourevestnik Tbilissi : Champion d'Union soviétique       |
| Premier tour | | | | | | | | | | | | | | | | | | | | | | | | | | | | | |
| - Rapid Vienne : Champion d'Autriche - ROC Flémalle : Champion de Belgique 1964 - US Ivry : Champion de France 1964 - Budapest Honvéd FC : Champion de Hongrie - HB Dudelange : Champion du Luxembourg | - Rapid Vienne : Champion d'Autriche - ROC Flémalle : Champion de Belgique 1964 - US Ivry : Champion de France 1964 - Budapest Honvéd FC : Champion de Hongrie - HB Dudelange : Champion du Luxembourg | - Rapid Vienne : Champion d'Autriche - ROC Flémalle : Champion de Belgique 1964 - US Ivry : Champion de France 1964 - Budapest Honvéd FC : Champion de Hongrie - HB Dudelange : Champion du Luxembourg | - Rapid Vienne : Champion d'Autriche - ROC Flémalle : Champion de Belgique 1964 - US Ivry : Champion de France 1964 - Budapest Honvéd FC : Champion de Hongrie - HB Dudelange : Champion du Luxembourg | - Rapid Vienne : Champion d'Autriche - ROC Flémalle : Champion de Belgique 1964 - US Ivry : Champion de France 1964 - Budapest Honvéd FC : Champion de Hongrie - HB Dudelange : Champion du Luxembourg | - Rapid Vienne : Champion d'Autriche - ROC Flémalle : Champion de Belgique 1964 - US Ivry : Champion de France 1964 - Budapest Honvéd FC : Champion de Hongrie - HB Dudelange : Champion du Luxembourg | - Rapid Vienne : Champion d'Autriche - ROC Flémalle : Champion de Belgique 1964 - US Ivry : Champion de France 1964 - Budapest Honvéd FC : Champion de Hongrie - HB Dudelange : Champion du Luxembourg | - Rapid Vienne : Champion d'Autriche - ROC Flémalle : Champion de Belgique 1964 - US Ivry : Champion de France 1964 - Budapest Honvéd FC : Champion de Hongrie - HB Dudelange : Champion du Luxembourg | - Rapid Vienne : Champion d'Autriche - ROC Flémalle : Champion de Belgique 1964 - US Ivry : Champion de France 1964 - Budapest Honvéd FC : Champion de Hongrie - HB Dudelange : Champion du Luxembourg | - Rapid Vienne : Champion d'Autriche - ROC Flémalle : Champion de Belgique 1964 - US Ivry : Champion de France 1964 - Budapest Honvéd FC : Champion de Hongrie - HB Dudelange : Champion du Luxembourg | - Rapid Vienne : Champion d'Autriche - ROC Flémalle : Champion de Belgique 1964 - US Ivry : Champion de France 1964 - Budapest Honvéd FC : Champion de Hongrie - HB Dudelange : Champion du Luxembourg | - Rapid Vienne : Champion d'Autriche - ROC Flémalle : Champion de Belgique 1964 - US Ivry : Champion de France 1964 - Budapest Honvéd FC : Champion de Hongrie - HB Dudelange : Champion du Luxembourg | - Rapid Vienne : Champion d'Autriche - ROC Flémalle : Champion de Belgique 1964 - US Ivry : Champion de France 1964 - Budapest Honvéd FC : Champion de Hongrie - HB Dudelange : Champion du Luxembourg | - Rapid Vienne : Champion d'Autriche - ROC Flémalle : Champion de Belgique 1964 - US Ivry : Champion de France 1964 - Budapest Honvéd FC : Champion de Hongrie - HB Dudelange : Champion du Luxembourg | - Rapid Vienne : Champion d'Autriche - ROC Flémalle : Champion de Belgique 1964 - US Ivry : Champion de France 1964 - Budapest Honvéd FC : Champion de Hongrie - HB Dudelange : Champion du Luxembourg | - Operatie '55 La Haye : Champion des Pays-Bas - AZS Katowice : Champion de Pologne - FC Porto : Champion du Portugal - Grasshopper Club Zurich : Champion de Suisse - Medveščak Zagreb : Champion de Yougoslavie | - Operatie '55 La Haye : Champion des Pays-Bas - AZS Katowice : Champion de Pologne - FC Porto : Champion du Portugal - Grasshopper Club Zurich : Champion de Suisse - Medveščak Zagreb : Champion de Yougoslavie | - Operatie '55 La Haye : Champion des Pays-Bas - AZS Katowice : Champion de Pologne - FC Porto : Champion du Portugal - Grasshopper Club Zurich : Champion de Suisse - Medveščak Zagreb : Champion de Yougoslavie | - Operatie '55 La Haye : Champion des Pays-Bas - AZS Katowice : Champion de Pologne - FC Porto : Champion du Portugal - Grasshopper Club Zurich : Champion de Suisse - Medveščak Zagreb : Champion de Yougoslavie | - Operatie '55 La Haye : Champion des Pays-Bas - AZS Katowice : Champion de Pologne - FC Porto : Champion du Portugal - Grasshopper Club Zurich : Champion de Suisse - Medveščak Zagreb : Champion de Yougoslavie | - Operatie '55 La Haye : Champion des Pays-Bas - AZS Katowice : Champion de Pologne - FC Porto : Champion du Portugal - Grasshopper Club Zurich : Champion de Suisse - Medveščak Zagreb : Champion de Yougoslavie | - Operatie '55 La Haye : Champion des Pays-Bas - AZS Katowice : Champion de Pologne - FC Porto : Champion du Portugal - Grasshopper Club Zurich : Champion de Suisse - Medveščak Zagreb : Champion de Yougoslavie | - Operatie '55 La Haye : Champion des Pays-Bas - AZS Katowice : Champion de Pologne - FC Porto : Champion du Portugal - Grasshopper Club Zurich : Champion de Suisse - Medveščak Zagreb : Champion de Yougoslavie | - Operatie '55 La Haye : Champion des Pays-Bas - AZS Katowice : Champion de Pologne - FC Porto : Champion du Portugal - Grasshopper Club Zurich : Champion de Suisse - Medveščak Zagreb : Champion de Yougoslavie | - Operatie '55 La Haye : Champion des Pays-Bas - AZS Katowice : Champion de Pologne - FC Porto : Champion du Portugal - Grasshopper Club Zurich : Champion de Suisse - Medveščak Zagreb : Champion de Yougoslavie | - Operatie '55 La Haye : Champion des Pays-Bas - AZS Katowice : Champion de Pologne - FC Porto : Champion du Portugal - Grasshopper Club Zurich : Champion de Suisse - Medveščak Zagreb : Champion de Yougoslavie | - Operatie '55 La Haye : Champion des Pays-Bas - AZS Katowice : Champion de Pologne - FC Porto : Champion du Portugal - Grasshopper Club Zurich : Champion de Suisse - Medveščak Zagreb : Champion de Yougoslavie | - Operatie '55 La Haye : Champion des Pays-Bas - AZS Katowice : Champion de Pologne - FC Porto : Champion du Portugal - Grasshopper Club Zurich : Champion de Suisse - Medveščak Zagreb : Champion de Yougoslavie | - Operatie '55 La Haye : Champion des Pays-Bas - AZS Katowice : Champion de Pologne - FC Porto : Champion du Portugal - Grasshopper Club Zurich : Champion de Suisse - Medveščak Zagreb : Champion de Yougoslavie | - Operatie '55 La Haye : Champion des Pays-Bas - AZS Katowice : Champion de Pologne - FC Porto : Champion du Portugal - Grasshopper Club Zurich : Champion de Suisse - Medveščak Zagreb : Champion de Yougoslavie |

## Tour préliminaire

### Premier tour
Le premier tour est disputé en novembre 1964 :
| Équipe 1             | Résultat | Équipe 2           |
| -------------------- | -------- | ------------------ |
| ROC Flémalle         | 9 – 27   | Grasshopper Zurich |
| Operatie '55 La Haye | 11 – 12  | HB Dudelange       |
| FC Porto             | 13 – 18  | US Ivry            |
| Rapid Vienne         | 14 – 18  | Medveščak Zagreb   |
| AZS Katowice         | 22 – 17  | Budapest Honvéd FC |

### Deuxième tour
Le deuxième tour est disputé en novembre 1964 :
| Équipe 1              | Résultat | Équipe 2            |
| --------------------- | -------- | ------------------- |
| Dinamo Bucarest       | 17 – 14  | ASKV Francfort/Oder |
| Redbergslids IK       | 25 – 20  | Fram Reykjavik      |
| Grasshopper Zurich    | 20 – 15  | Atlético de Madrid  |
| BSV 92 Berlin         | 21 – 13  | SV Arild            |
| US Ivry               | 17 – 10  | HB Dudelange        |
| Ajax Copenhague       | 34 – 19  | Union Helsinki      |
| Medveščak Zagreb      | 14 – 12  | HC Dukla Prague     |
| Bourevestnik Tbilissi | 32 – 18  | AZS Katowice        |

## Phase finale
| \| Madrid Bucarest Göteborg Zurich Berlin Ivry Copenhague Zagreb Tbilissi \| Localisation des équipes en phase finale. |
| Madrid Bucarest Göteborg Zurich Berlin Ivry Copenhague Zagreb Tbilissi                                                 |

|  | Quarts de finale      | Quarts de finale      | Quarts de finale        | Quarts de finale        |                  |                  | Demi-finales | Demi-finales | Demi-finales | Demi-finales |  |  | Finale              | Finale | Finale | Finale |
|  |                       |                       |                         |                         |                  |                  |              |              |              |              |  |  |                     |        |        |        |
|  |                       |                       |                         |                         |                  |                  |              |              |              |              |  |  | 4 avril 1965 - Lyon |        |        |        |
|  |                       |                       |                         |                         |                  |                  |              |              |              |              |  |  |                     |        |        |        |
|  | Redbergslids IK       | Redbergslids IK       | 11                      | 11                      |                  |                  |              |              |              |              |  |  |                     |        |        |        |
|  | Redbergslids IK       | Redbergslids IK       | 11                      | 11                      |                  |                  |              |              |              |              |  |  |                     |        |        |        |
|  | Dinamo Bucarest       | Dinamo Bucarest       | 24                      | 26                      |                  |                  |              |              |              |              |  |  |                     |        |        |        |
|  | Dinamo Bucarest       | Dinamo Bucarest       | 24                      | 26                      | Dinamo Bucarest  | Dinamo Bucarest  | 19           | 19           |              |              |  |  |                     |        |        |        |
|  |                       |                       |                         |                         | Dinamo Bucarest  | Dinamo Bucarest  | 19           | 19           |              |              |  |  |                     |        |        |        |
|  |                       |                       | Grasshopper Club Zurich | Grasshopper Club Zurich | 11               | 11               |              |              |              |              |  |  |                     |        |        |        |
|  | BSV 92 Berlin         | BSV 92 Berlin         | Grasshopper Club Zurich | Grasshopper Club Zurich | 11               | 11               | 14           | 15           |              |              |  |  |                     |        |        |        |
|  | BSV 92 Berlin         | BSV 92 Berlin         |                         |                         |                  |                  |              | 15           |              |              |  |  |                     |        |        |        |
|  | Grasshopper Zurich    | Grasshopper Zurich    | 18                      | 16                      |                  |                  |              |              |              |              |  |  |                     |        |        |        |
|  | Grasshopper Zurich    | Grasshopper Zurich    | 18                      | 16                      | Dinamo Bucarest  | Dinamo Bucarest  | 13           | 13           |              |              |  |  |                     |        |        |        |
|  |                       |                       |                         |                         | Dinamo Bucarest  | Dinamo Bucarest  | 13           | 13           |              |              |  |  |                     |        |        |        |
|  |                       |                       | Medveščak Zagreb        | Medveščak Zagreb        | 11               | 11               |              |              |              |              |  |  |                     |        |        |        |
|  | Bourevestnik Tbilissi | Bourevestnik Tbilissi | Medveščak Zagreb        | Medveščak Zagreb        | 11               | 11               | 21           | 13           |              |              |  |  |                     |        |        |        |
|  | Bourevestnik Tbilissi | Bourevestnik Tbilissi |                         |                         |                  |                  |              |              |              |              |  |  |                     |        |        |        |
|  | Medveščak Zagreb      | Medveščak Zagreb      | 13                      | 21                      |                  |                  |              |              |              |              |  |  |                     |        |        |        |
|  | Medveščak Zagreb      | Medveščak Zagreb      | 13                      | 21                      | Medveščak Zagreb | Medveščak Zagreb | 20           | 21           |              |              |  |  |                     |        |        |        |
|  |                       |                       |                         |                         | Medveščak Zagreb | Medveščak Zagreb | 20           | 21           |              |              |  |  |                     |        |        |        |
|  |                       |                       | Ajax Copenhague         | Ajax Copenhague         | 24               | 11               |              |              |              |              |  |  |                     |        |        |        |
|  | US Ivry               | US Ivry               | Ajax Copenhague         | Ajax Copenhague         | 24               | 11               | 19           | 15           |              |              |  |  |                     |        |        |        |
|  | US Ivry               | US Ivry               |                         |                         |                  |                  |              | 15           |              |              |  |  |                     |        |        |        |
|  | Ajax Copenhague       | Ajax Copenhague       | 16                      | 39                      |                  |                  |              |              |              |              |  |  |                     |        |        |        |
|  | Ajax Copenhague       | Ajax Copenhague       | 16                      | 39                      |                  |                  |              |              |              |              |  |  |                     |        |        |        |
|  |                       |                       |                         |                         |                  |                  |              |              |              |              |  |  |                     |        |        |        |

### Quarts de finale
| Équipe                | Aller   | Total    | Retour  | Équipe                  |
| --------------------- | ------- | -------- | ------- | ----------------------- |
| Redbergslids IK       | 11 – 24 | 22 – 50  | 11 – 26 | Dinamo Bucarest         |
| BSV 92 Berlin         | 14 – 18 | 29 – 34  | 15 – 16 | Grasshopper Club Zurich |
| US Ivry               | 19 – 16 | 34 – 55  | 15 – 39 | Ajax Copenhague         |
| Bourevestnik Tbilissi | 21 – 13 | 37 – 37* | 13 – 21 | Medveščak Zagreb        |

* Medveščak Zagreb qualifié au tirage au sort

### Demi-finales
| Équipe                  | Aller   | Total    | Retour  | Équipe          |
| ----------------------- | ------- | -------- | ------- | --------------- |
| Grasshopper Club Zurich | 11 – 19 | 11 – 19* | /       | Dinamo Bucarest |
| Medveščak Zagreb        | 20 – 24 | 41 – 35  | 21 – 11 | Ajax Copenhague |

* un seul match, disputé à Zurich

### Finale
Disputée traditionnellement en France, à Lyon cette fois le 4 avril 1965, la finale de la Coupe d'Europe des clubs s'est terminée par la victoire du club roumain du Dinamo Bucarest face au club yougoslave du Medveščak Zagreb sur le score de 13-11 (mi-temps
8-5),, :
| Club            | Score         | Club             |
| --------------- | ------------- | ---------------- |
| Dinamo Bucarest | 13 – 11 (8-5) | Medveščak Zagreb |

L'équipe de Bucarest, qui avait éliminé les Grasshoppers au stade des demi-finales, faillit être victime du rush final des Yougoslaves. En effet, après avoir mené 13-6 à dix minutes de la fin, les handballeurs de Bucarest perdent pied devant la fougue et la résolution des Croates qui reviennent à 13-11. Ce final a enthousiasmé les 4000 spectateurs présents. Le Dinamo doit son succès à la réussite de fulgurantes contre-attaques au début de la seconde mi-temps et aussi à la distribution avisée de Hans Moser (en), son meilleur joueur. Jouant haut et large, les Roumains ont parfois désorienté une défense qui ne pouvait se regrouper devant sa ligne. En outre, Moser et ses camarades ont su gagner du temps, en fin de match, en doublant et redoublant leurs échanges de passes. A l'instar de leur élément le plus percutant, Zlatko Žagmešter (hr), les Yougoslaves n'ont jamais hésité à prendre leurs chances dans des positions impossibles, très spectaculaires, leurs tirs en complet déséquilibre surprenant à maintes reprises une défense pourtant remarquablement organisée et surtout très mobile. La mobilité a d'ailleurs été l'atout majeur des Roumains.
La composition des deux équipes et les buteurs étaient :
- Dinamo Bucarest : Michael Redl, Ioan Bogolea – Lucian Popescu, Hans Moser (en) (3), Virgil Hnat (1), Petre Ivănescu (4), Covaci, Cezar Nica (1), Mircea Costache II, Mircea Costache I (1), Ion Ionescu (2), Gheorghe Coman (1).
- Medveščak Zagreb : Vuković, Dragutin Mervar – Tomažić, Bojić (1), Zlatko Žagmešter (hr) (3), Blank, Ivičević (1), Pavlović, Uremović (4), Bogdan, Josip Milković (de) (2).

## Le champion d'Europe
| Champion d'Europe - Coupe des clubs champions 1964-1965 Dinamo Bucarest 1er titre |

L'effectif du Dinamo Bucarest était :
- Michael Redl (GB)
- Ioan Bogolea (GB)
- Mircea Costache I
- Cezar Nica
- Mircea Costache II
- Gheorghe Coman
- Gheorghe Covaci
- Rudolf Schuman
- Petre Ivănescu
- Ion Ionescu
- Virgil Hnat
- Hans Moser (en)
- Lucian Popescu
- George Bădulescu
- Ion Mureșan

Entraîneur
- Oprea Vlase